# برايان واترس (لاعب كرة قدم أسترالية)
برايان واترس (بالإنجليزية: Brian Waters)‏ هو لاعب كرة قدم أسترالية أسترالي، ولد في 18 أبريل 1944 في لاونسستون في أستراليا.